# Alcañices
Alcañices ist ein nordspanischer Ort und Hauptort einer 1.061 Einwohner (Stand: 2024) zählenden Gemeinde (municipio) in der Provinz Zamora in der Autonomen Gemeinschaft Kastilien-León. Das historische Ortszentrum ist als Kulturgut (Bien de Interés Cultural) in der Kategorie Conjunto histórico-artístico anerkannt. Zur Gemeinde gehören auch die Weiler Alcorcillo, Santa Ana und Vivinera.

## Toponym
Der Name alcañices wird aus dem arabischen Wort الكنائس / al-Kanāʾis hergeleitet und bedeutet „Kirchen“. Eine andere Herleitung aus dem Wort al-Qannis („Zuckerrohr“) scheint angesichts der Höhenlage des Ortes und seines eher kühlen und trockenen Klimas kaum nachvollziehbar.

## Lage und Klima
Alcañices liegt zwischen zwei Bachläufen im äußersten Westen der Provinz Zamora in einer Höhe von zirka 805 Metern nahe der Grenze zu Portugal. Die Provinzhauptstadt Zamora ist etwa 60 Kilometer (Fahrtstrecke) in südöstlicher Richtung entfernt. Die nordportugiesische Stadt Bragança befindet sich dagegen nur etwa 42 Kilometer nordwestlich. Die winterlichen Temperaturen sind durchaus kühl, im Sommer dagegen ist es warm bis heiß; Regen (ca. 595 mm/Jahr) fällt mit Ausnahme der Sommermonate übers ganze Jahr verteilt.

## Bevölkerungsentwicklung
| Jahr      | 1857  | 1900  | 1950  | 2000  | 2017  |
| Einwohner | 1.153 | 1.308 | 1.709 | 1.130 | 1.076 |

Der deutliche Bevölkerungsrückgang seit den 1950er Jahren ist im Wesentlichen auf die Mechanisierung der Landwirtschaft, die Aufgabe bäuerlicher Kleinbetriebe und den daraus resultierenden Arbeitsplatzmangel auf dem Land zurückzuführen (Landflucht).

## Wirtschaft
Die Landwirtschaft (vor allem Viehzucht und Gemüseanbau) spielt traditionell die größte Rolle im Wirtschaftsleben der Gemeinde. Daneben fungierte der Ort bereits im Mittelalter als Handels-, Handwerks- und Dienstleistungszentrum für die Dörfer und Weiler in der Region. Einnahmen aus dem Tourismus in Form der Vermietung von Ferienwohnungen (casas rurales) sind in den letzten Jahrzehnten hinzugekommen.

## Geschichte
Es gibt Hinweise auf eine römische Siedlung in der Nähe; von den Westgoten und Mauren haben sich jedoch keinerlei Spuren erhalten. Nach der bereits von Alfons I. von Asturien Mitte des 8. Jahrhunderts eingeleiteten und durch andere im frühen 10. Jahrhundert abgeschlossenen Rückeroberung (reconquista) und Verschiebung der Grenze an den Duero bevölkerte sich der Ort nur langsam. Er befand sich von 1126 bis zum Jahr 1312 unter der Kontrolle des Templerordens, der ihn befestigte – aus dieser Zeit stammen möglicherweise noch der Torre de Reloj und das Südportal der Pfarrkirche. Im Jahr 1297 wurde im Vertrag von Alcañices der Grenzverlauf zwischen den Königreichen Kastilien-León und Portugal festgelegt, der seitdem – unterbrochen nur in der Zeit der Personalunion (1580–1640) – die Grenze zwischen beiden Ländern bildet. Vom 16. bis zum 18. Jahrhundert wurde der Ort von Markgrafen (marqueses) regiert.

## Sehenswürdigkeiten

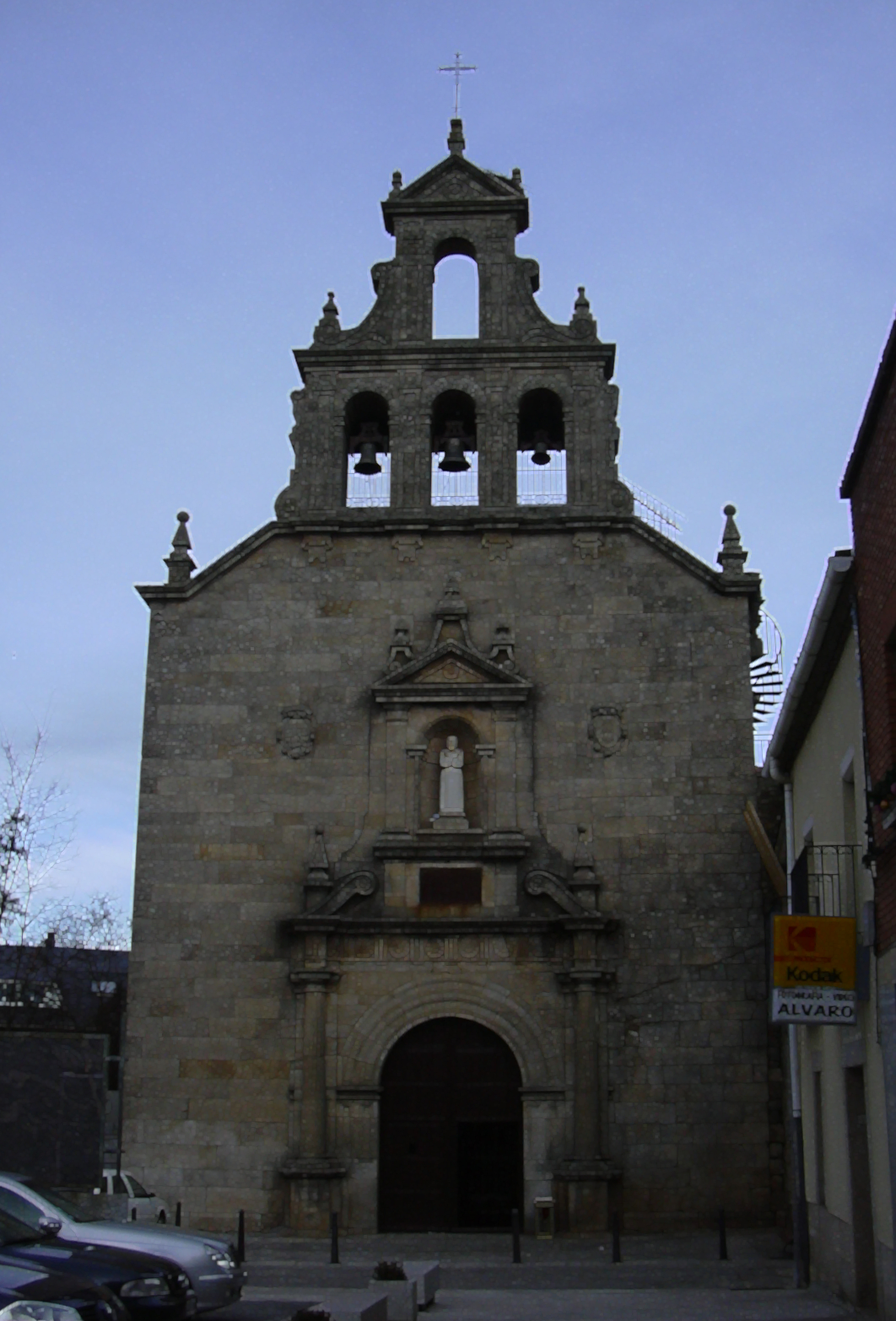
Kirche Nuestra Señora de la Asunción

- Die Pfarrkirche Nuestra Señora de la Asunción ist ein einschiffiger Bau des 13. Jahrhunderts, der jedoch im 16. Jahrhundert völlig neu gestaltet wurde. Das im Stil der Renaissance gestaltete Portal der Westfassade wird von einem Glockengiebel (espadaña) aus der gleichen Zeit überhöht; die Südseite der Kirche wird von einer Vorhalle (portico) dominiert, in welcher sich auch das alte Portal aus dem 13. Jahrhundert befindet. Das gewölbte Innere beherbergt ein monolithisches Taufbecken (pila) und ein geschnitztes Altarretabel (retablo).
- Der Uhrturm (Torre de Reloj) und ein als Cubo bezeichneter Turmstumpf sind die einzigen Überreste der mittelalterlichen Stadtbefestigung.
- Im Jahr 1547 gründete der Franziskanerorden im Ort ein schmuckloses Kloster, welches im 19. Jahrhundert im Rahmen der Einziehung von Kirchengütern durch den Staat (desamortización) aufgelöst wurde. Die Kirche wird heute als Kulturzentrum genutzt; der Kreuzgang (claustro) des Klosters ist stark zerstört.
- Aus dem 16. Jahrhundert stammen auch die Ruinen des Castillo de Alcañices.
- Der Palacio de los Marqueses de Alcañices zeigt einen steinernen Wappenschild.
- Mehrere Häuser zeigen offene oder verglaste Balkone, wie sie im Norden Spaniens häufiger anzutreffen sind.

Umgebung
- In der näheren Umgebung der Kleinstadt befinden sich mehrere – von Quellhäuschen, Mauern oder Steinplatten eingefasste – Quellen, die auf einem Rundwanderweg (paseo por las fuentes) erkundet werden können. Einige von ihnen verfügen jedoch in den Sommer- und Herbstmonaten über kein Wasser.
- Etwa 1,5 Kilometer südöstlich des Weilers Vivinera befinden sich die Ruinen einer etwa 110 Meter im Quadrat messenden vorrömischen Befestigungsanlage (Cerco de los Moros), die eventuell dem keltischen Volksstamm der Vettonen zuzuschreiben ist.

## Persönlichkeiten
- Rafael de Balbín Lucas (1910–1978), Romanist, Hispanist und Hochschullehrer